# √5 (アルバム)
『√5』（ルートファイブ）は、BARBEE BOYSが1989年2月1日にEPIC/SONY RECORDSからリリースした5枚目のオリジナル・アルバム。
本稿では、2025年6月25日にリリースされたリミックス・アルバム 『√5 デトックス』（ルートファイブ デトックス）も同時に記述する。

## 背景
前作『LISTEN! BARBEE BOYS 4』から約1年5ヶ月ぶりとなる作品で、元号が昭和から平成に改元後初のオリジナル・アルバムとなった。

## リリース
1989年2月1日にEPIC/SONY RECORDSから、LPレコードとCT、CDの3形態でリリースされた。LPレコード盤は、今作を以て最後のリリースとなった。
1991年8月23日と1995年7月21日にCDのみ再リリースされた。
2006年12月6日にSony Music DirectのGT musicレーベルから、リマスターが施されたCDに紙ジャケット仕様で、2009年5月27日にデビュー25周年企画として再リリースされた。

## チャート成績
この作品で、自身初となるオリコンチャートで1位にランクインし、1989年度の年間アルバム売上は18位を獲得した。

## 収録曲

### LPレコード, CT
| 全編曲: BARBEE BOYS。 |                        |                  |                  |       |
| #                     | タイトル               | 作詞             | 作曲             | 時間  |
| 1.                    | 「ト・キ・メ・キ」     | 杏子             | エンリケ         | 3:54  |
| 2.                    | 「目を閉じておいでよ」 | いまみちともたか | いまみちともたか | 4:45  |
| 3.                    | 「Y〜ゆがむ〜」        | いまみちともたか | いまみちともたか | 4:11  |
| 4.                    | 「chibi」              | いまみちともたか | いまみちともたか | 4:02  |
| 5.                    | 「Late Again」         | 近藤敦           | 近藤敦           | 3:35  |
| 合計時間:             | 合計時間:              | 合計時間:        | 合計時間:        | 20:27 |

| 全作詞・作曲: いまみちともたか、全編曲: BARBEE BOYS。 |                                |                  |                  |      |
| #                                                     | タイトル                       | 作詞             | 作曲・編曲       | 時間 |
| 1.                                                    | 「さぁ どうしよう」            | いまみちともたか | いまみちともたか | 2:43 |
| 2.                                                    | 「噂ばなしはM4」               | いまみちともたか | いまみちともたか | 3:38 |
| 3.                                                    | 「せまって day by day」        | いまみちともたか | いまみちともたか | 3:58 |
| 4.                                                    | 「君を見てるとしょんぼり」     | いまみちともたか | いまみちともたか | 4:10 |
| 5.                                                    | 「もうだいじょうぶヒステリー」 | いまみちともたか | いまみちともたか | 5:07 |
| 合計時間:                                             | 合計時間:                      | 19:36            |                  |      |

### CD
| 全編曲: BARBEE BOYS。 |                                |                  |                  |       |
| #                     | タイトル                       | 作詞             | 作曲             | 時間  |
| 1.                    | 「ト・キ・メ・キ」             | 杏子             | エンリケ         | 3:54  |
| 2.                    | 「目を閉じておいでよ」         | いまみちともたか | いまみちともたか | 4:45  |
| 3.                    | 「Y〜ゆがむ〜」                | いまみちともたか | いまみちともたか | 4:11  |
| 4.                    | 「chibi」                      | いまみちともたか | いまみちともたか | 4:02  |
| 5.                    | 「Late Again」                 | 近藤敦           | 近藤敦           | 3:35  |
| 6.                    | 「さぁ どうしよう」            | いまみちともたか | いまみちともたか | 2:43  |
| 7.                    | 「噂ばなしはM4」               | いまみちともたか | いまみちともたか | 3:38  |
| 8.                    | 「せまって day by day」        | いまみちともたか | いまみちともたか | 3:58  |
| 9.                    | 「君を見てるとしょんぼり」     | いまみちともたか | いまみちともたか | 4:10  |
| 10.                   | 「もうだいじょうぶヒステリー」 | いまみちともたか | いまみちともたか | 5:07  |
| 合計時間:             | 合計時間:                      | 合計時間:        | 合計時間:        | 40:03 |

## √5 デトックス
『√5 デトックス』（ルートファイブ デトックス）は、BARBEE BOYSが2025年6月25日にSony Music DirectのGREAT TRACKSおよびALDELIGHTレーベルから発売されたリミックス・アルバム 。

### 制作
オリジナルの印象を残しつつ、マルチテープから全曲を再構築したリミックス・アルバムで、アルバム『1st OPTION』にてアシスタントエンジニアとして関わった渡辺省二郎がリミックスを手がけており、曲順も同時に変更している。渡辺は「あえてオリジナル『√5』は全く意識せずに“デトックス”して、新たにトラックダウン作業した順番でまとめたところ、メンバーからも曲順に変えようと言っていただいた」と語っている。
タイトルの『デトックス』は、いまみちともたかがKONTAと電話でやりとりした際、『リミックス』という言葉に代わる面白い言い当て方を探していたところ、『デトックス』という言葉が舞い降りてきたという。

### リリース
2025年6月25日に、渡辺省二郎がリミックスを施された音源で、Sony Music DirectのGREAT TRACKSレーベルからLPレコード、ALDELIGHTレーベルからBlu-spec CD2の2形態で同時にリリースされた。

### 収録曲

#### LPレコード
| 全編曲: BARBEE BOYS、リミックス: 渡辺省二郎。 |                                     |                  |                  |       |
| #                                             | タイトル                            | 作詞             | 作曲             | 時間  |
| 1.                                            | 「さぁ どうしよう 2025」            | いまみちともたか | いまみちともたか | 2:42  |
| 2.                                            | 「噂ばなしはM4 2025」               | いまみちともたか | いまみちともたか | 3:38  |
| 3.                                            | 「せまって day by day 2025」        | いまみちともたか | いまみちともたか | 3:58  |
| 4.                                            | 「ト・キ・メ・キ 2025」             | 杏子             | エンリケ         | 3:55  |
| 5.                                            | 「もうだいじょうぶヒステリー 2025」 | いまみちともたか | いまみちともたか | 5:09  |
| 合計時間:                                     | 合計時間:                           | 合計時間:        | 合計時間:        | 19:22 |

| 全編曲: BARBEE BOYS、リミックス: 渡辺省二郎。 |                                 |                  |                  |       |
| #                                             | タイトル                        | 作詞             | 作曲             | 時間  |
| 1.                                            | 「Y〜ゆがむ〜 2025」            | いまみちともたか | いまみちともたか | 4:08  |
| 2.                                            | 「Late Again 2025」             | 近藤敦           | 近藤敦           | 3:33  |
| 3.                                            | 「目を閉じておいでよ 2025」     | いまみちともたか | いまみちともたか | 4:45  |
| 4.                                            | 「chibi 2025」                  | いまみちともたか | いまみちともたか | 4:04  |
| 5.                                            | 「君を見てるとしょんぼり 2025」 | いまみちともたか | いまみちともたか | 4:11  |
| 合計時間:                                     | 合計時間:                       | 合計時間:        | 合計時間:        | 20:41 |

#### Blu-spec CD2
| 全編曲: BARBEE BOYS、リミックス: 渡辺省二郎。 |                                     |                  |                  |       |
| #                                             | タイトル                            | 作詞             | 作曲             | 時間  |
| 1.                                            | 「さぁ どうしよう 2025」            | いまみちともたか | いまみちともたか | 2:42  |
| 2.                                            | 「噂ばなしはM4 2025」               | いまみちともたか | いまみちともたか | 3:38  |
| 3.                                            | 「せまって day by day 2025」        | いまみちともたか | いまみちともたか | 3:58  |
| 4.                                            | 「ト・キ・メ・キ 2025」             | 杏子             | エンリケ         | 3:55  |
| 5.                                            | 「もうだいじょうぶヒステリー 2025」 | いまみちともたか | いまみちともたか | 5:09  |
| 6.                                            | 「Y〜ゆがむ〜 2025」                | いまみちともたか | いまみちともたか | 4:08  |
| 7.                                            | 「Late Again 2025」                 | 近藤敦           | 近藤敦           | 3:33  |
| 8.                                            | 「目を閉じておいでよ 2025」         | いまみちともたか | いまみちともたか | 4:45  |
| 9.                                            | 「chibi 2025」                      | いまみちともたか | いまみちともたか | 4:04  |
| 10.                                           | 「君を見てるとしょんぼり 2025」     | いまみちともたか | いまみちともたか | 4:11  |
| 合計時間:                                     | 合計時間:                           | 合計時間:        | 合計時間:        | 40:03 |

## 参加ミュージシャン
BARBEE BOYS are...
- ATSUSHI KONDOH : Vocals, Saxophones and Piano on Track 5
- KYOKO : Vocals
- ENRIQUE : Bass
- TOSHIAKI KONUMA : Drums, Percussion

- TOMOTAKA IMAMICHI : Guitars, Vocals and Keyboards on Track 3

Additional Musicians
- MASAYA MATSUURA from PSY・S : Go Go Spicy Sounds Efx on Tr.2, 4, 8, 9
- MATANGO OSUGI : Percussion Tr.1

## メディアでの使用
| # | 曲名                   | タイアップ                       | 出典          |
| - | ---------------------- | -------------------------------- | ------------- |
| 2 | 「目を閉じておいでよ」 | 資生堂『TREND・Y』イメージソング | [ 10 ] [ 11 ] |